# ژان-ژاک لوفران دو پومپینیان
ژان-ژاک لوفران دو پومپینیان (به فرانسوی: Jean-Jacques Lefranc de Pompignan) شاعر قرن هجدهم میلادی اهل فرانسه است.